# Lisa Ben
Edythe D. Eyde (7 novembre 1921 - 22 décembre 2015) mieux connue sous son pseudonyme Lisa Ben, est une rédactrice en chef américaine, auteur de fantasy et contributrice de fanzine (utilisant souvent le nom de Tigrina dans ces activités) et auteur-compositeur. Elle a créé la première publication lesbienne connue au monde, Vice Versa (en). Elle a produit le magazine pendant un an et l'a distribué localement à Los Angeles, en Californie, à la fin des années 1940. Elle a été active dans les bars lesbiens en tant que musicienne dans les années qui ont suivi son implication avec Vice Versa. Elle est reconnue comme pionnière du mouvement LGBT.

## Biographie
Edythe Eyde est née à San Francisco en 1921 et a grandi, enfant unique, dans une ferme à Fremont Township, en Californie. Son père, Oscar E. Eyde (1888–1968) était un agent d'assurance né en Norvège et sa mère, Olive Elizabeth Colegrove (1888–1953), était une femme au foyer,,,,,,. Son père a servi dans la défense civile après l'Attaque de Pearl Harbor.
Elle a étudié le violon pendant huit ans.
Elle est tombée amoureuse d'une autre fille lorsqu'elle était au lycée bien qu'elle ne se soit identifiée comme lesbienne que plusieurs années plus tard. Quand cette fille a rompu leur relation, Edythe Eyde, dévastée, en a parlé avec sa mère. La réaction de sa mère l'a convaincue de ne plus discuter de sa vie personnelle ou amoureuse avec ses parents. Après avoir fréquenté l'université pendant deux ans, à la demande de ses parents elle a suivi un cours de secrétariat en 1942. Après avoir fait des économies pendant trois ans, elle a quitté ses parents et a déménagé, d'abord à Palo Alto et ensuite à Los Angeles en 1945.

## Science-fiction
Elle est devenue active dans le fandom de science-fiction (dans lequel elle était surtout connue sous le nom de Tigrina, même si elle ne cachait pas son vrai nom) au début de 1941, d'abord par contact avec Forrest J. Ackerman (avec qui elle est restée amie pendant des décennies) et dans des fanzines de science-fiction, auxquels elle a contribué avec des cartoons et des critiques. Elle a été l'un des premiers membres actifs de la Los Angeles Science Fantasy Society (en) (LASFS), dont elle allait devenir secrétaire après son déménagement à Los Angeles. Pendant cette période, elle a acquis une certaine notoriété au sein du fandom en raison de son intérêt pour le satanisme, qui a attiré les commentaires de Henry Kuttner et Wilson Tucker, entre autres.

## Vice Versa
Edythe Eyde s'est identifiée pour la première fois comme lesbienne en 1946,. Elle a commencé à fréquenter les bars lesbiens et, bien qu'elle n'ait jamais été prise dans l'une des fréquentes descentes policières dans ces bars, elle a été à une occasion interrogée par la police. Elle a commencé à publier Vice Versa en 1947 afin d'élargir son cercle social. « J'étais seule et je voulais pouvoir rencontrer d'autres personnes comme moi. Je ne pouvais pas descendre dans la rue en disant : « Je cherche des amies lesbiennes », Vice Versa m'a donné un moyen de tendre la main à d'autres filles homosexuelles - une façon de faire connaissance avec d'autres filles ... quand j'avais quelque chose à distribuer et que j'essayais de convaincre les filles d'écrire pour mon magazine, je n'avais plus de mal à trouver de nouvelles personnes. ».
Tout en travaillant comme secrétaire pour RKO Pictures, elle a tapé chaque numéro du magazine deux fois avec cinq copies carbone, faisant un total de 12 exemplaires de chaque numéro (une technique qui avait été utilisée pour les fanzines de science-fiction, dont elle avait une grande expérience). Elle a d'abord envoyé trois exemplaires à des amis et a distribué le reste à la main, en particulier au If Club, l'un des premiers bars lesbiens de Los Angeles et encouragé ses lecteurs à transmettre leurs copies à des amis plutôt que de les jeter. Elle pense que plusieurs dizaines de personnes lisent chaque exemplaire. Bien que soucieuse d'éviter tout ce qui pourrait être considéré comme « sale » ou risqué, elle a cessé d'envoyer des copies après qu'un ami lui a dit qu'elle pourrait être arrêtée pour avoir envoyé du matériel obscène par la poste. Les publications traitant de l'homosexualité étaient automatiquement considérées comme obscènes en vertu du Comstock Act jusqu'en 1958.
Edythe Eyde a publié neuf numéros de Vice Versa, de juin 1947 à février 1948. Elle a cessé de le faire paraître après la vente de RKO, la forçant à changer d'emploi. Sa nouvelle mission ne lui laissait pas de temps libre au travail pour taper le magazine. Elle avait également atteint son objectif d'augmenter son cercle d'amies, et elle voulait passer plus de temps à profiter de sa nouvelle vie plutôt que d'écrire à ce sujet. Malgré le court tirage du magazine, elle est créditée d'avoir « établi le programme qui a dominé le journalisme lesbien et gay pendant cinquante ans [en] introduisant de nombreuses caractéristiques qui définiraient la myriade de publications qui suivraient. »"
Dans les années 1950, Edythe Eyde a commencé à écrire pour The Ladder, le premier magazine lesbien distribué à l'échelle nationale. The Ladder a été publié par Daughters of Bilitis (DOB), le premier groupe de lesbiennes, dont elle était membre. C'est en écrivant pour The Ladder qu'elle a commencé à employer le pseudonyme Lisa Ben, une anagramme de lesbian, quand son premier choix, Ima Spinster, a été rejeté. The Ladder a également réimprimé des contenus de Vice Versa.
Edythe Eyde a repris son intérêt pour la musique et a commencé à écrire et à interpréter des parodies sur le thème de chansons populaires dans un club gay local appelé The Flamingo. Par exemple, I'm Gonna Sit Right Down and Write Myself a Letter (en) est devenu I'm gonna sit right down and write my butch a letter. Elle a été inspirée pour écrire ses chansons par détermination à créer un divertissement gay qui n'était ni profane ni dégradant pour les homosexuels, en particulier après avoir été découragée par les blagues et les chansons d'autodérision faites par les artistes dans les clubs gays,. Les Daughters of Bilitis ont sorti un single d'Eyde, signé Lisa Ben, après une collecte de fonds. Le disque comprenait sa propre composition, Cruisin' Down the Boulevard avec une version lesbienne de Frankie and Johnny sur l'autre face. DOB a proclamé Edythe Eyde « le premier chanteur folk gay ». Sa musique a été utilisée pour plusieurs films documentaires.
À 36 ans, Edythe Eyde a conclu sa première et unique relation à long terme, qui a duré trois ans jusqu'à ce que sa partenaire perde tout son argent au jeu. Depuis lors, elle n'a pas voulu poursuivre une autre relation sérieuse. En 1972, Edythe Eyde, en tant que Lisa Ben, a été honorée par ONE, Inc. comme « le père [sic] du mouvement homophile » pour sa création de Vice Versa. Elle est apparue dans le documentaire de 1984 Before Stonewall, discutant de sa vie et de son travail et interprétant plusieurs de ses chansons parodiques. Elle a continué à travailler dans divers postes de secrétariat jusqu'à sa retraite. Elle a été honorée en 1997 en tant que fondateur de la communauté LGBT de Los Angeles. En 2010, la National Lesbian and Gay Journalists Association (en) a intronisé Edythe Eyde dans son Hall of Fame.
Edythe Eyde vivait à Burbank, en Californie. Bien que son vrai nom soit connu, elle a préféré être connue sous son pseudonyme, affirmant qu'elle craignait d'être découverte par des gens qui « ne comprendraient pas ». Elle est décédée le 22 décembre 2015 à l'âge de 94 ans. À l'époque, sa mort est passée inaperçue et aucune nécrologie n'a été publiée. Elle est enterrée au Forest Lawn Memorial Park, à Glendale.

## Héritage
Les Archives nationales des gays et lesbiennes de ONE (en) à Los Angeles ont acquis la collection personnelle de papiers et de photographies d'Eyde en 2015.
Le prix Lisa Ben de l'Association nationale des journalistes lesbiens et gays pour la réalisation de reportages est « conçu pour honorer un journaliste dont le travail se distingue par sa perspicacité et son impact grâce à des fonctionnalités intéressantes sur les personnes LGBTQ, la communauté LGBTQ ou les questions LGBTQ. »
La saison 1, l'épisode 3 du podcast Making Gay History (en) parle d'elle et un épisode bonus de ce podcast présente ses chansons.